# Sariego
Sariego (en asturiano Sariegu) es un concejo de la comunidad autónoma del Principado de Asturias. Limita al norte con Gijón y Villaviciosa, al este con Villaviciosa, Nava y Cabranes, al sur con Siero y Nava y al oeste con el Siero de nuevo. Es lugar de nacimiento del río Nora. Sus fiestas principales son las de Santiago (el fin de semana anterior al 25 de julio) y San Pedrín de la Cueva (el tercer domingo de agosto). También se están recuperando algunas festividades relacionadas con algunas actividades tradicionales, como por ejemplo la esfoyaza.

## Toponimia
Una etimología popular afirma que el nombre del concejo proviene de la fuente anteriormente mencionada, llamada Sal Riegu, de la que sale un arroyo. Estudios etimológicos más recientes aclaran que el nombre ha de venir de la raíz indoeuropea *sar- y el sufijo *-aecus 'lugar donde abundan las aguas'.
En virtud del decreto 116/2005 de 17 de noviembre de 2005, publicado en el BOPA del 2 de diciembre, fueron aprobadas las formas oficiales de los topónimos del concejo de Sariego, pasando a ser oficiales en todos los casos las denominaciones en asturiano, salvo en el caso de Lamasanti/Llamasanti, en el que se optó por mantener una denominación bilingüe. Las denominaciones ahora oficializadas son las únicas que podrán aparecer en la señalización viaria y en los mapas oficiales.

## Geografía
Morfológicamente, Sariego es un gran valle rodeado de montañas no muy altas, inscrito en la depresión mesoterciaria asturiana, en la parte del nacimiento del río Nora y con el límite norte en el cordal de la Llomba. La composición del suelo y del subsuelo comprende principalmente al periodo secundario, mayoritariamente triásico, jurásico, conglomerados y areniscas, mostrándose rastros paleozoicos como las calizas de montaña en Careses.
Las elevaciones más destacadas son: el pico Fariu con 731 m en la zona occidental y que sirve de límite con Siero; la loma del Arbazal con 563 m y que es el punto limítrofe de Sariego, Nava, Cabranes y Villaviciosa; y también destaca la peña de Los Cuatro Jueces, que separa los términos de Sariego, Siero, Gijón y Villaviciosa.
El principal río del concejo es el río Nora, cuyo nacimiento se sitúa en el noreste de Sariego, concretamente en la fuente de Ñora en Valvidares. Atraviesa el concejo durante 6 km, para pasar a Siero y acabar dando sus aguas al río Nalón, del que es su afluente más importante dentro de su vertiente derecha. Da al valle un carácter asimétrico, dada la mayor superficie de su vertiente norteña de la que recibe cinco corrientes de agua. En la vertiente meridional fluyen arroyos cortos y de muy escaso caudal. Las aguas subterráneas del suelo originan numerosas fuentes, pozos, sumideros..., que dotan al concejo de gran abundancia del líquido elemento, y a cuya causa puede deberse el nombre del mismo. Es de destacar la fuente de aguas saladas encontrada en el Pozo Saláu.
El historiador Carbayo afirmaba que en siglo XVII había una fuente salfuginosa que crecía y menguaba como el mar, estando este distante a más de cuatro leguas, de la cual se aprovechan los naturales de la zona. Los análisis demuestran que tiene una composición de sal de un 90 % mucho más salada que la del mar.

### Clima
Respecto a su clima podemos encuadrar a Sariego dentro de la zona asturiana de los valles, que comprende las tierras situadas entre los 200 y los 800 m. Podemos afirmar que las precipitaciones medias oscilan en torno a los 1000 mm³, teniendo unas temperaturas medias mínima y máxima de entre 3° y 4°. C para la mínima y 20°-25°. C para las máximas.

## Flora y fauna
En cuanto a su vegetación, en Sariego abundan las praderas naturales y los pastizales, ya que ocupan más de la mitad de la superficie total del concejo.

## Historia
No se han hallado vestigios históricos que prueben la existencia de vida humana en el concejo durante tiempos prehistóricos ni románicos, ni visigóticos, aunque se tienen indicios de un asentamiento romano en el territorio, hecho este no demostrado por falta de pruebas arquitectónicas, epigráficas o numismáticas.
La primera noticia documental que se tiene del concejo nos viene del año 996 d. C., en el que el monarca Bermudo II y su esposa Elvira ceden varias posesiones de Sariego al monasterio de San Pelayo en Oviedo. Este hecho queda conmemorado el día 14 de marzo de 1996 con una placa sita en la Fuente Pozu Salau, que dice: «conmemoración milenario donación del valle de Sariego por el rey Bermudo II al Real Monasterio de San Pelayo de Oviedo».
En la Alta Edad Media, hay profesionales que colocan a Sariego dentro del territorio del Maliayo (Villaviciosa), y otras personas lo incluyen en el de Siero. En el 1076 Bronildi García hace una donación que incluye la iglesia de Santa María, aunque no se sabe exactamente si se trata de la de Sariego o de una muy próxima que tenía el mismo nombre. En el año 1200 el rey Alfonso IX cede tierras y posesiones del concejo al recientemente fundado monasterio de Valdediós.
Durante el siglo XIII las luchas entre las gentes de las aldeas de Sariego y los poderes monacales se convirtieron en frecuentes, llegando a tal punto que el rey Alfonso X había concedido al pueblo el privilegio de poder organizarse en concejo, ante lo que los monasterios de San Pelayo en Oviedo y Valdediós en Villaviciosa se rebelaron y consiguieron hacer que el rey cambiase de actitud no otorgándoles tal privilegio.
Era Sariego lugar de paso dentro del camino de peregrinación de Santiago, cruzando el territorio el itinerario llamado «camino francés». Al concejo llegaban caminantes que, después de dejar Valdediós, seguían camino posteriormente por Siero y Oviedo. Se cree que tuvo que haber un hospital para atender y hospedar a estas personas que hacían la peregrinación. Se suele señalar como primera capital del concejo a Moral, tal como sostiene Jovellanos en su colección de Asturias.
Al constituirse la Junta General del Principado, Sariego participa en ella como municipio de realengo con procurador propio y voto en la misma. Durante la Edad Media el concejo cuenta con un alférez mayor, regidores y dos jueces. Durante esta época el control del valle fue ejercido por la familia Vigil-Quiñones cuyo escudo de armas se puede observar en el Palacio de Moral.
En los principios del siglo XIX, concretamente en la guerra de la Independencia, Sariego fue lugar de paso de las tropas francesas, estando las guerrillas asturianas escondidas por sus laderas y los rincones montañosos desde donde atacaban a dichas tropas invasoras. Acabada la contienda se empieza a producir un movimiento migratorio a tierras de ultramar que duraría varios años. Ya en el siglo XX la reseña histórica más destacada es la contienda Civil española, que deprimió a las gentes como en el resto del país. En dicha contienda en el municipio quedó habilitado un pequeño campo de aviación republicano.

## Demografía
Sariego cuenta con una población de 1265 habitantes (INE 2024).
| Gráfica de evolución demográfica de Sariego entre 1842 y 2021                                                       |
| |
| Población de derecho según los censos de población del INE Población de hecho según los censos de población del INE |

La evolución de la población en el concejo siempre se ha mantenido más o menos constante, teniendo una media histórica de 1400 habitantes, cifra que se supera aunque en muy poca cantidad hoy en día, pero que se encuentra algo alejada de su cota más alta que fue de casi 1750 habitantes en la mitad del siglo XX. De este modo la población de principios de siglo es muy parecida, numéricamente hablando a la actual. La localización del concejo situado entre Gijón, Siero, Villaviciosa y Nava le ha proporcionado una situación ventajosa en el centro de la región, ya que le ha permitido desempeñar cierto papel de localización residencial que ha servido para reducir la pérdida de efectivos en el mismo. La pirámide de población se encuentra bastante proporcionada en comparación con otros concejos asturianos, siendo altamente equilibrada la relación hombres-mujeres. La población se concentra en tres parroquias que son las de Santa María de la Concepción en Bárzana, la parroquia de Santiago de Sariego y la de San Román. De todas ellas la de Santiago es la que mayor número de habitantes tiene con un total de 706 y en ella se encuentra localizada la capital del concejo que es Vega.
Respecto a la actividad económica del concejo hay que destacar dos factores ajenos a ella propiamente como son las rentas obtenidas por las personas de Sariego que trabajan en otros concejos, y las prestaciones percibidas por una parte de la población (pensiones, subsidios, etc).
Con todo esto el sector primario es el que genera mayor número de empleos en el municipio representando a un 41,23 % del total. La ganadería es la actividad principal, contabilizándose una mayoría de cabezas vacunas, teniendo en un 70 % una orientación láctea. La edad media de las personas titulares de las explotaciones es de 50 años, aunque aquí las perspectivas de que se produzca un relevo generacional son mucho más grandes que en otros lugares.
El sector secundario y la construcción no se caracterizan por tener una gran presencia en el concejo ni anteriormente ni ahora donde genera actualmente un 24,3 % de los empleos totales, siendo la rama de la construcción la rama que se lleva la mayor parte de ellos. También tiene representación la actividad maderera y la industria extractiva.
El único sector que está teniendo una evolución realmente positiva es el terciario de los servicios, que ha ido ganado importancia en el concejo durante estos últimos años, llegando a tener hoy en día al 34,47 % del total. La actividad del comercio es la que mayor número de empleos da al municipio.

## Administración y política

### Gobierno municipal
En el concejo de Sariego, desde 1979, el partido que más veces ha gobernado ha sido el Independiente por el Progreso Municipal de Sariego (PROMUSA). El actual alcalde es Saúl Bastián Montequín que gobierna desde 2015. Las dos primeras legislaturas (1991-1995 y 1995-1999), lo hizo Parajón con PROMUSA; las dos siguientes (1999-2003 y 2003-2007), con URAS; y nuevamente volvió a PROMUSA para las elecciones de 2007.
| Periodo   | Nombre                         | Partido | Partido                                 |
| --------- | ------------------------------ | ------- | --------------------------------------- |
| 1979-1991 | Emilio Blanco Fernández        |         | Progreso Municipal de Sariego (PROMUSA) |
| 1991-1999 | Francisco Javier Parajón Vigil |         | Progreso Municipal de Sariego (PROMUSA) |
| 1999-2007 | Francisco Javier Parajón Vigil |         | Unión Renovadora Asturiana (URAS)       |
| 2007-act. | Francisco Javier Parajón Vigil |         | Progreso Municipal de Sariego (PROMUSA) |
| 2015-act. | Saúl Bastián Montequìn         |         | Progreso Municipal de Sariego (PROMUSA) |

| Partido político    | Partido político                                                                | 1979   | 1983   | 1987   | 1991   | 1995   | 1999   | 2003   | 2007   | 2011   | 2015   | 2019   | 2023   |
| Partido político    | Partido político                                                                | Ediles | Ediles | Ediles | Ediles | Ediles | Ediles | Ediles | Ediles | Ediles | Ediles | Ediles | Ediles |
|                     | Progreso Municipal de Sariego (PROMUSA)                                         | —      | —      | 7      | 5      | 6      | —      | —      | 6      | 6      | 5      | 6      | 7      |
|                     | Foro Asturias (FAC)                                                             | —      | —      | —      | —      | —      | —      | —      | —      | 2      | —      | 0      | —      |
|                     | Federación Socialista Asturiana (FSA-PSOE)                                      | 1      | 1      | 1      | 1      | 1      | —      | —      | 1      | 1      | 2      | 2      | 2      |
|                     | Partido Comunista de España (PCE)-Izquierda Unida (IU)-Bloque por Asturies (BA) | —      | —      | —      | 1      | —      | —      | —      | 1      | —      | 1      | 1      | 0      |
|                     | Alianza Popular (AP)-Partido Popular (PP)                                       | —      | 1      | 1      | 2      | 2      | 2      | 1      | —      | —      | 1      | 0      | 0      |
|                     | Unión de Centro Democrático (UCD)-Centro Democrático y Social (CDS)             | 1      | —      | —      | —      | —      | —      | —      | —      | —      | —      | —      | —      |
|                     | Unión Renovadora Asturiana (URAS)                                               | —      | —      | —      | —      | —      | 7      | 7      | —      | —      | —      | —      | —      |
|                     | Sariego Democracia (SD)                                                         | —      | —      | —      | —      | —      | —      | 1      | 1      | —      | —      | —      | —      |
|                     | Independientes                                                                  | 7      | 7      | —      | —      | —      | —      | —      | —      | —      | —      | —      | —      |
| Total de concejales | Total de concejales                                                             | 9      | 9      | 9      | 9      | 9      | 9      | 9      | 9      | 9      | 9      | 9      | 9      |

### Organización territorial
La capital del concejo de Sariego es la localidad de Vega, que se enmarca dentro de la parroquia de Santiago. Se encuentra a una altitud de 260 m y está localizada en un amplio valle delimitado al norte por la sierra de la Llomba.
Según el nomenclátor de 2009 el concejo se divide en las parroquias de Narzana, San Román y Santiago.

## Cultura

### Arte
El concejo resulta de gran interés arquitectónico, destacando las tres iglesias parroquiales que a continuación detallaremos.
- La iglesia de Santa María de Narzana está localizada en el alto de la loma que domina todo el valle del Nora. Es un monumento románico que data del siglo XII, y presenta una sola nave, ábside semicircular precedido de tramo recto y cubierta con bóveda de horno. Posee un importante conjunto decorativo destacando los capiteles historiados con temas juglarescos, así como la puerta de acceso en su lado occidental formada por tres arquivoltas enmarcadas en un guardapolvo.
- La iglesia parroquial de Santiago de Sariego es de origen prerrománico, conservando de dicha época tres ventanales del siglo X. El resto de la iglesia es de una reconstrucción posterior, concretamente del siglo XVI destacando de ella la cabecera de bóveda estrellada.
- Por último la iglesia parroquial de San Román data del siglo XIII y presenta la típica estructura del románico rural asturiano, es decir, cabecera plana y ventana absidal, que recuerda a la iglesia de Santa María en Narzana aunque con una decoración mucho más simple que ésta.

Dentro de la arquitectura civil y popular destacaremos el palacio Vigil-Quiñones, localizado en Moral, y que era de una familia noble que ostentó cierto poder en el concejo. Fue construido en el siglo XVI contando con una capilla bajo la advocación de San Roque. El palacio presenta un cuerpo central flanqueado por dos torres que poseen un piso más de altura. El cuerpo central, en el piso inferior está formado por arcos carpaneles y se remata por un piso formado por galerías de madera. En las torres se puede observar el escudo de armas de la familia.
En las localidades de Vega y San Román también se pueden observar casonas que llegan a tener un tamaño considerable, así como las típicas viviendas rurales asturianas, muy bien encajadas dentro del paisaje del municipio.

### Premios
- Premio Príncipe de Asturias al Pueblo Ejemplar (2006)

### Fiestas
- La fiesta del Apóstol Santiago es se celebra en el concejo de Sariego en el mes de julio. Tienen allí lugar juegos infantiles, campeonatos de tute y parchís, misa en honor al patrón Santiago el Mayor, sesiones de vermuth, parrillada, cross, música en directo con orquestas, torneo de barrios, partido de solteras contra casadas (dependiendo del año), día del socio o de la merienda, con reparto del bollu preñau y vino tinto para los mayores y refresco para los más jóvenes. Lo más característico de estas fiestas es el Rural Prix.[cita requerida]
- La Jira y las fiestas de La Peña de los Cuatro Jueces el día 6 de junio. El día 25 de julio, las fiestas de Santiago en Moral. Las fiestas de San Pedrín de la Cueva en la localidad de Narzana en el mes de agosto.
- De todos los festejos que se celebran en el concejo, la que últimamente ha reunido un mayor interés es la de San Pedrín de la Cueva, celebrada cada tercer domingo de agosto, y que se celebra en torno a la cueva y a una ermita que data del año 1133. Se mantienen vivas todas las tradiciones referentes a danzas y bailes en todos los festejos, así como también es importante la presencia de los deportes autóctonos.